# Living Things (Linkin Park)
Living Things è il quinto album in studio del gruppo musicale statunitense Linkin Park, pubblicato il 26 giugno 2012 dalla Warner Bros. Records e dalla Machine Shop Recordings.

## Antefatti
Nel giugno 2011 Chester Bennington ha rivelato alla rivista statunitense Kerrang! che i Linkin Park avevano cominciato le registrazioni del materiale per il quinto album nuovamente sotto la produzione di Rick Rubin:
 Nella medesima intervista, il cantante ha inoltre spiegato l'intenzione del gruppo riguardo all'affrontare argomenti controversi piuttosto che trattare avvenimenti personali come accaduto con le precedenti pubblicazioni.

Verso la fine di febbraio 2012, Mike Shinoda è stato intervistato dalla rivista Rocksound Magazine, rilasciando alcune dichiarazioni relative allo sviluppo dell'album:
 Un mese più tardi, Bennington è stato nuovamente intervistato da Kerrang! riguardo alla direzione musicale che il gruppo ha preso con il quinto album:

Successivamente, Bennington e Shinoda sono stati intervistati dalla rivista Spin, facendo ascoltare in anteprima cinque brani, di cui uno realizzato in collaborazione con il violinista Owen Pallett, I'll Be Gone. Bennington in particolare ha dichiarato:

## Stile musicale
(Rolling Stone a proposito dell'album)
Per quanto riguarda la direzione musicale dell'album, Shinoda dichiarò che Living Things presenta una connessione con Hybrid Theory, ma chiarì presto specificando che secondo lui non si tratta di un ritorno alle sonorità dell'album, bensì agli Hybrid Theory (nome precedente del gruppo) perché «ciò era descrittivo della musica che facciamo». L'album presenta infatti una forte influenza hip hop fusa con elementi provenienti sia dal rock alternativo che da quello elettronico, ma in modo più omogeneo rispetto agli album precedenti. Diversamente dal precedente A Thousand Suns, l'album presenta un maggiore uso di rapping e screaming rispettivamente da parte di Shinoda e Bennington, come nei brani Lost in the Echo, Lies Greed Misery o Victimized, senza tralasciare brani più melodici quali In My Remains, I'll Be Gone e Roads Untraveled. Al pari del precedente album, Shinoda risulta l'unico responsabile di tutte le parti di chitarra, con Delson che si è occupato di altra strumentazione.
Nell'album i Linkin Park hanno inoltre sperimentato svariate sonorità, passando dalla musica elettronica (Skin to Bone) alla folktronica (Castle of Glass), giungendo alla musica d'ambiente (Tinfoil). Inoltre, per la prima volta nella carriera del gruppo il chitarrista Brad Delson ha eseguito delle parti vocali principali, precisamente nel finale di Until It Breaks.

## Promozione

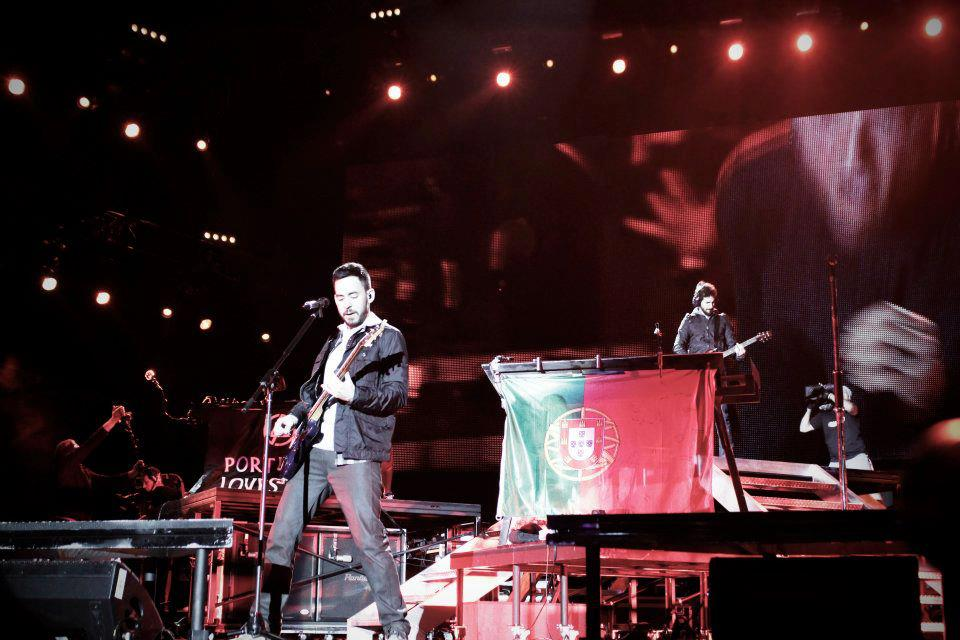
I Linkin Park in concerto al Rock in Rio Lisboa nel 2012

Il 28 marzo 2012 Shinoda ha annunciato che il primo singolo ad essere estratto dall'album sarebbe stato Burn It Down, pubblicato il 16 aprile e seguito il 24 maggio dal relativo video musicale. Contemporaneamente all'uscita del singolo, i Linkin Park hanno rivelato la copertina, il titolo e la lista tracce dell'album. Riguardo al significato del titolo, Shinoda ha spiegato che Living Things «è molto più che un disco che riguarda le persone. Riguarda molto più le interazioni personali. Negli ultimi dischi abbiamo avuto interesse per i problemi globali e sociali e c'è qualcosa del genere anche qui, ma quest'album è molto più personale».
Dopo una prima esibizione tenutasi ai Third Encore Studios di Burbank per conto dell'emittente radiofonica KROQ che figurava una scaletta ridotta (in cui tra i brani di Living Things era presente Burn It Down), il gruppo tenne il primo concerto in promozione all'album il 18 maggio 2012 all'House of Blues di West Hollywood, evento riservato ai soli iscritti al fan club LP Underground, durante il quale sono stati portati al debutto Tinfoil e l'ultima strofa rappata di Until It Breaks aggiunta all'introduzione di Waiting for the End. Il 24 maggio è stata trasmessa in anteprima su BBC Radio 1 la quarta traccia Lies Greed Misery, brano reso disponibile per il download gratuito ai primi 10 000 utenti che hanno partecipato al programma Share to Earn, creato dal gruppo per i fan, i quali, grazie alla condivisione della prevendita dell'album, potevano ottenere alcuni premi; il 26 maggio Lies Greed Misery è stato presentato dal vivo in occasione del Rock in Rio svoltosi a Lisbona, mentre il 4 giugno è uscito un lyric video del brano sul canale YouTube del gruppo. In tale data è stata confermata la presenza della traccia stessa all'interno del videogioco Medal of Honor: Warfighter insieme a Castle of Glass.
Living Things è stato commercializzato il 26 giugno inizialmente nei soli formati CD e download digitale, venendo reso disponibile nel formato LP soltanto a partire dal 20 novembre con una copertina differente. Il 10 settembre è uscita per il download digitale una versione costituita dalle versioni strumentali e acapella, intitolata Living Things - Acapellas and Instrumentals.

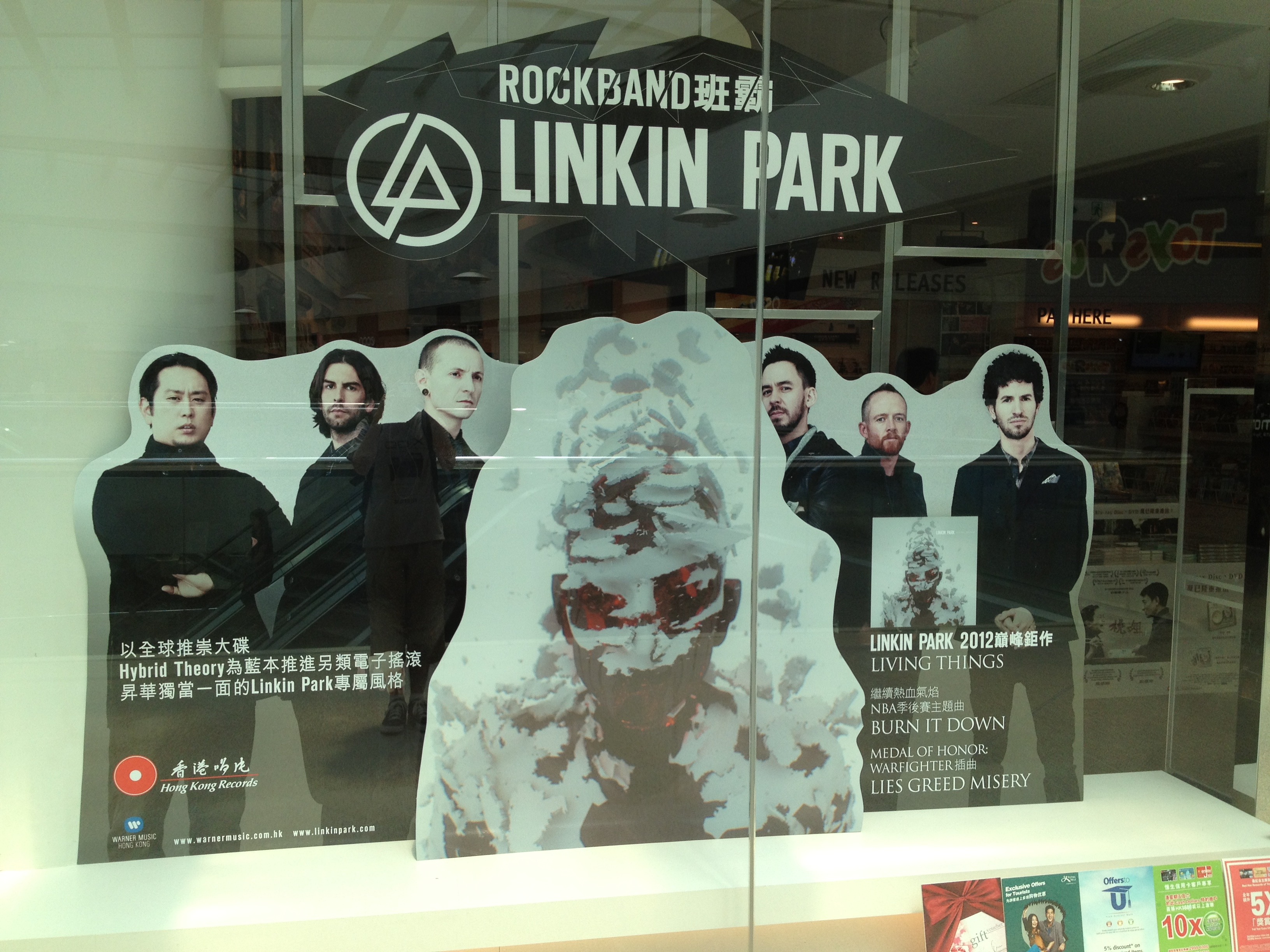
Poster promozionale di Living Things a Hong Kong

Il 3 agosto è entrato in rotazione radiofonica il secondo singolo Lost in the Echo, eseguito per la prima volta dal gruppo tre giorni più tardi in occasione di un concerto a scaletta ridotta tenuto per conto di Sirius XM. Anticipato il 29 giugno da un lyric video, per esso è stato reso disponibile anche un video, presentato il 4 settembre, per poi venire commercializzato per il download digitale nel mese di ottobre esclusivamente nel Regno Unito.
Il 12 ottobre 2012 è stato pubblicato il terzo singolo Castle of Glass, anticipato due giorni prima dal relativo video, quest'ultimo realizzato con la collaborazione di Medal of Honor per il videogioco Medal of Honor: Warfighter. Tale brano è stato presentato per la prima volta dal vivo durante gli Spike Video Game Awards del 7 dicembre 2012. Il 31 ottobre è stato pubblicato esclusivamente sull'iTunes Store giapponese Powerless, brano incluso anche nei titoli di coda del film La leggenda del cacciatore di vampiri. Durante gli spezzoni di un secondo trailer del film, è possibile notare alcune scene del gruppo intento ad eseguire il brano. In occasione della prima data dell'Honda Civic Tour sono state portati al debutto Victimized (caratterizzato dall'estensione dell'intermezzo con il bridge di QWERTY, brano presente in Underground 6) e In My Remains.
L'8 febbraio 2013 Living Things è stato ripubblicato in Australia in edizione Tour Edition con l'aggiunta di un secondo CD comprensivo di sei brani: tre eseguiti dal vivo all'iTunes Festival 2011 (originariamente pubblicati nel singolo di Burn It Down), un remix di Lost in the Echo dei KillSonik e due brani eseguiti dal vivo al Rock Im Park 2012. Il 29 marzo dello stesso anno è stato invece pubblicato per il mercato europeo Living Things +, edizione speciale comprensiva di un DVD aggiuntivo intitolato Live at Admiralspalast, Berlin, Germany e che racchiude parte del concerto tenuto dal gruppo a Berlino il 5 giugno 2012.

## Accoglienza
Living Things è stato accolto da recensioni miste da parte della critica specializzata, con Metacritic che ha assegnato un punteggio medio di 60/100, volto a indicare «giudizi misti o medi».
Chad Childers di Loudwire ha ritenuto il disco «una continuazione della temporanea svolta di stile, scrittura e composizione cominciata con il precedente A Thousand Suns, che però può anche contare su richiami agli esordi, soprattutto all'album d'esordio Hybrid Theory». Stephen Thomas Erlewine di AllMusic ha spiegato che l'album rappresenta «una colonna sonora ideale per ascoltatori di nu metal e rap rock ormai prossimi alla mezza età, alle prese con la vita adulta ma ancora desiderosi di scatenarsi su forme di musica ancora interessanti» e notando «la presenza di nuove caratteristiche vocali e strumentali ben definite, e di ritornelli ben realizzati ma senza troppi sforzi, peccando però di mancanza della capacità di suscitare emozioni». Dave Simpson di The Guardian ha scritto che «Living Things ha spunti più introspettivi e personali del precedente A Thousand Suns, poiché accenna a storie di ripresa da vecchi traumi. Il singolo Burn It Down fa eccezione, criticando ogni forma di guerra, unendo le vecchie sonorità del gruppo con richiami elettronici alla Depeche Mode, mentre la traccia Roads Untraveled è una ballata inquietante ma ricca di riflessioni», concludendo che «avrebbe ricevuto benefici da più esperienze sonore, ma rappresenta una buona opportunità per il gruppo di chiedere un'altra possibilità al pubblico di apprezzare ciò che fanno».
Johan Wippsson di Melodic ha ritenuto che Living Things fosse «troppo vicino al pop e fatto apposta per entrare in classifica, più degli stessi esordi, con alcune somiglianze con i Coldplay nell'uso di basi elettroniche», riconoscendo tuttavia «la capacità del gruppo di piacere a prescindere dal tipo di musica proposta».

## Tracce
Testi di Chester Bennington e Mike Shinoda, musiche dei Linkin Park.
1. Lost in the Echo – 3:25
2. In My Remains – 3:20
3. Burn It Down – 3:50
4. Lies Greed Misery – 2:26
5. I'll Be Gone – 3:31
6. Castle of Glass – 3:25
7. Victimized – 1:46
8. Roads Untraveled – 3:50
9. Skin to Bone – 2:48
10. Until It Breaks – 3:43
11. Tinfoil – 1:11
12. Powerless – 3:44

Traccia bonus nell'edizione giapponese
1. What I've Done (Live) – 4:04

CD bonus presente nella Tour Edition australiana
1. In the End (Live) – 3:41
2. New Divide (Live) – 4:30
3. What I've Done (Live) – 4:06
4. Lost in the Echo (KillSonik Remix) – 5:11
5. Burn It Down (Live Rock im Park 2012) – 4:02
6. Lies Greed Misery (Live Rock im Park 2012) – 2:31

- Nel retro del disco, New Divide e In the End vengono erroneamente riportati in ordine invertito.

Live at Admiralspalast, Berlin, Germany – DVD bonus presente in Living Things +
1. Faint – 5:38 – preceduta da Tinfoil
2. Papercut – 3:16
3. With You – 3:36 (Linkin Park, The Dust Brothers)
4. Given Up – 3:49
5. Blackout – 4:44
6. Somewhere I Belong – 4:48
7. New Divide – 5:01
8. Lies Greed Misery – 2:31
9. Waiting for the End – 5:27
10. Breaking the Habit – 3:18
11. Leave Out All the Rest/Shadow of the Day/Iridescent – 5:46
12. What I've Done – 3:29
13. One Step Closer – 4:25
14. Burn It Down – 3:54
15. In the End – 3:41
16. Numb – 3:06
17. Bleed It Out – 6:56 – intermezzo esteso con parte di Sabotage dei Beastie Boys

Living Things Remix
1. Burn It Down (RAC Remix) – 3:36
2. Burn It Down (Paul van Dyk Remix) – 8:00
3. Burn It Down (Swoon Remix) – 4:47
4. Until It Breaks (Datsik Remix) – 6:04
5. Roads Untraveled (Rad Omen Remix feat. Bun B) – 5:32
6. Burn It Down (Bobina Remix) – 5:21
7. Until It Breaks (Money Mark Remix) – 4:34
8. Powerless (Enferno Remix) – 6:18

Living Things (Acapellas and Instrumentals)
1. Lost in the Echo (Instrumental) – 3:25
2. In My Remains (Instrumental) – 3:22
3. Burn It Down (Instrumental) – 3:50
4. Lies Greed Misery (Instrumental) – 2:26
5. I'll Be Gone (Instrumental) – 3:32
6. Castle of Glass (Instrumental) – 3:25
7. Victimized (Instrumental) – 1:48
8. Roads Untraveled (Instrumental) – 3:50
9. Skin to Bone (Instrumental) – 2:48
10. Until It Breaks (Instrumental) – 3:55
11. Tinfoil/Powerless (Instrumental) – 5:03
12. Lost in the Echo (Acapella) – 2:56
13. In My Remains (Acapella) – 2:43
14. Burn It Down (Acapella) – 2:56
15. Lies Greed Misery (Acapella) – 2:14
16. I'll Be Gone (Acapella) – 2:59
17. Castle of Glass (Acapella) – 2:49
18. Victimized (Acapella) – 1:14
19. Roads Untraveled (Acapella) – 3:11
20. Skin to Bone (Acapella) – 2:37
21. Until It Breaks (Acapella) – 3:43
22. Powerless (Acapella) – 3:26

## Formazione
Hanno partecipato alle registrazioni, secondo le note di copertina:
Gruppo
- Chester Bennington – voce
- Rob Bourdon – batteria, cori
- Brad Delson – tastiera, programmazione, cori, voce aggiuntiva (traccia 10)
- Phoenix – basso, cori
- Joe Hahn – giradischi, campionatore, cori
- Mike Shinoda – voce, chitarra, pianoforte, tastiera, programmazione, strumenti ad arco e corno (traccia 6)

Altri musicisti
- Owen Pallett – strumenti ad arco (traccia 5)

Produzione
- Rick Rubin – produzione
- Mike Shinoda – produzione, ingegneria del suono, direzione creativa
- Ethan Mates – ingegneria del suono
- Andrew Hayes – assistenza tecnica, montaggio
- Brad Delson – produzione aggiuntiva
- Manny Marroquin – missaggio
- Chris Gallandm – assistenza al missaggio
- Del Bowers – assistenza al missaggio
- Brian Gardner – mastering
- Joe Hahn – direzione creativa
- Brandon Parvini – direzione creativa, copertina
- Andrea Seib – direzione creativa
- The Uprising Creative – direzione artistica, grafica
- Frank Maddocks – grafica

## Classifiche

### Classifiche settimanali
| Classifica (2012)          | Posizione massima |
| -------------------------- | ----------------- |
| Australia                  | 2                 |
| Austria                    | 1                 |
| Belgio (Fiandre)           | 4                 |
| Belgio (Vallonia)          | 2                 |
| Canada                     | 1                 |
| Danimarca                  | 2                 |
| Finlandia                  | 1                 |
| Francia                    | 2                 |
| Germania                   | 1                 |
| Giappone                   | 2                 |
| Irlanda                    | 2                 |
| Italia                     | 1                 |
| Messico                    | 5                 |
| Norvegia                   | 3                 |
| Nuova Zelanda              | 1                 |
| Paesi Bassi                | 1                 |
| Polonia                    | 1                 |
| Portogallo                 | 1                 |
| Regno Unito                | 1                 |
| Regno Unito (rock & metal) | 1                 |
| Russia                     | 1                 |
| Repubblica Ceca            | 1                 |
| Spagna                     | 2                 |
| Stati Uniti                | 1                 |
| Stati Uniti (alternative)  | 1                 |
| Stati Uniti (hard rock)    | 1                 |
| Stati Uniti (rock)         | 1                 |
| Svezia                     | 6                 |
| Svizzera                   | 1                 |
| Ungheria                   | 1                 |

### Classifiche di fine anno
| Classifica (2012)         | Posizione |
| ------------------------- | --------- |
| Australia                 | 49        |
| Austria                   | 21        |
| Belgio (Fiandre)          | 84        |
| Belgio (Vallonia)         | 44        |
| Canada                    | 44        |
| Finlandia                 | 40        |
| Francia                   | 48        |
| Germania                  | 10        |
| Giappone                  | 43        |
| Italia                    | 46        |
| Nuova Zelanda             | 33        |
| Paesi Bassi               | 73        |
| Regno Unito               | 92        |
| Russia                    | 12        |
| Stati Uniti               | 40        |
| Stati Uniti (alternative) | 9         |
| Stati Uniti (hard rock)   | 2         |
| Stati Uniti (rock)        | 9         |
| Svizzera                  | 14        |
| Ungheria                  | 62        |
| Classifica (2013)         | Posizione |
| Stati Uniti (hard rock)   | 20        |
| Svizzera                  | 98        |

## Date di pubblicazione
Living Things è uscito in tutto il mondo il 26 giugno 2012, ad eccezione dei seguenti Paesi.
| Paese                 | Data di pubblicazione | Formato               |
| --------------------- | --------------------- | --------------------- |
| Giappone              | 20 giugno 2012        | CD, download digitale |
| Russia                | 21 giugno 2012        | CD, download digitale |
| Ucraina               | 21 giugno 2012        | CD, download digitale |
| Australia             | 22 giugno 2012        | CD, download digitale |
| Austria               | 22 giugno 2012        | CD, download digitale |
| Belgio                | 22 giugno 2012        | CD, download digitale |
| Croazia               | 22 giugno 2012        | CD, download digitale |
| Germania              | 22 giugno 2012        | CD, download digitale |
| Grecia                | 22 giugno 2012        | CD, download digitale |
| India                 | 22 giugno 2012        | CD, download digitale |
| Irlanda               | 22 giugno 2012        | CD, download digitale |
| Italia                | 22 giugno 2012        | CD, download digitale |
| Norvegia              | 22 giugno 2012        | CD, download digitale |
| Nuova Zelanda         | 22 giugno 2012        | CD, download digitale |
| Paesi Bassi           | 22 giugno 2012        | CD, download digitale |
| Svizzera              | 22 giugno 2012        | CD, download digitale |
| Danimarca             | 25 giugno 2012        | CD, download digitale |
| Francia               | 25 giugno 2012        | CD, download digitale |
| Polonia               | 25 giugno 2012        | CD, download digitale |
| Portogallo            | 25 giugno 2012        | CD, download digitale |
| Regno Unito           | 25 giugno 2012        | CD, download digitale |
| Argentina             | 27 giugno 2012        | CD, download digitale |
| Finlandia             | 27 giugno 2012        | CD, download digitale |
| Europa                | 16 novembre 2012      | LP                    |
| Stati Uniti d'America | 30 novembre 2012      | LP                    |
| Australia             | 8 febbraio 2013       | Tour Edition 2CD      |
| Europa                | 29 marzo 2013         | Living Things +       |